# Voo All Nippon Airways 533
O voo All Nippon Airways 533 foi um voo doméstico de passageiros de Osaka, Japão, para Matsuyama, na ilha de Shikoku, operado por um NAMC YS-11, de prefixo JA8658. Foi a quinta queda no Japão em 1966 e a segunda sofrida pela All Nippon Airways naquele ano, sendo a primeira a perda do voo 60 em 4 de fevereiro. Foi também, na época, o acidente mais mortal de um NAMC YS-11, e continua sendo o segundo mais fatal após o voo Toa Domestic Airlines 63, que caiu em 1971 com 68 mortes.
O avião deixou o Aeroporto Internacional de Osaka em Itami às 19:13. Aproximadamente às 20:20, chegou ao Aeroporto de Matsuyama e foi liberado para pousar na pista 31. Em sua aproximação final, o avião estava mais alto que o normal e desceu 460 metros além do limite da pista. O avião continuou no solo por 170 metros antes de decolar novamente para arremeter. O avião atingiu uma altura de 70 a 100 metros, virou à esquerda, perdeu altitude e colidiu com o Mar Interior de Seto aproximadamente às 20:30. O motivo da perda de altitude que causou o acidente nunca foi determinado.